# Emil Kauder
Emil Kauder (geboren 23. Juni 1901 in Berlin; gestorben 18. November 1982 in Saint Petersburg) war ein austroamerikanischer Ökonom und Hochschullehrer.

## Leben
Emil Kauder war ein Sohn des österreichischen Architekten Hugo Kauder, der als Soldat im Ersten Weltkrieg fiel, und der Ernestine Feigl. Seine Mutter wurde Opfer des Holocaust.
Kauder studierte ab 1919 Nationalökonomie an der Berliner Universität und wurde 1924 bei Werner Sombart mit einer Dissertation über Johann Joachim Becher promoviert. Kauder fand keine feste Beschäftigung, sondern betätigte sich als Universitätsassistent, als Leiter einer Privatschule, als wirtschaftlicher Berater für Zollfragen in der Textilindustrie und freier wissenschaftlicher Autor. Er publizierte 1938 in Italien eine Kritik der Theorien von John Maynard Keynes.
Nach dem Anschluss Österreichs emigrierte Kauder im Juli 1938 in die USA, wo er Arbeit als Lehrer in Preparatory-Schulen im Staat New York und in Michigan fand. Er heiratete 1943 die deutsche Emigrantin Helene I. Riegner, sie hatten zwei Kinder. 1947 wurde er Assistant Professor für Ökonomie und Soziologie an der University of Wyoming in Laramie und wechselte 1960 als Professor für Ökonomie an die Illinois Wesleyan University. 1961 ging er an das Florida Presbyterian College. Er wurde 1968 emeritiert und lehrte noch an der University of South Florida in Tampa.
Kauder arbeitete 1960/61 in der Carl Menger-Bibliothek der Hitotsubashi-Universität in Japan als Bibliothekar und schrieb eine Geschichte der Grenznutzenschule, die auch ins Japanische und Französische übersetzt wurde. Kauder wurde 1971 von der Wiener Universität eingeladen, um die Vorlesung anlässlich der Hundertjahrfeier des Erscheinens von Carl Mengers Grundsätze der Volkswirtschaftslehre zu halten.

## Schriften (Auswahl)
- Johann Joachim Becher als Wirtschafts- und Sozialpolitiker. Dissertation, Berlin, 1924
- Johann Joachim Becher als Wirtschafts- und Sozialpolitiker. Schmollers Jahrbuch, 1924, S. 811–841
- Repetitorium der theoretischen Nationalökonomie. Wien: Springer, 1932
- Distribuzione, disoccupazione e ampliamento del credito. Osservazioni critiche sull'ultimolibro di Keynes. Giornale Degli Economisti e Rivista di Statistica, 1938, S. 206–221
- Ideal history: Remarks on the Foundation of the Wave Theory. Anglican Theological Review, 1946, S. 209–216
- The Holy Ghost and the National Spirit. The Virginia Quarterly Review, 1950, S. 44–60
- Recent Developments of American Economic Thinking. Weltwirtschaftliches Archiv, 66, 1951, S. 163–218
- Genesis of the marginal utility theory. The Econometrics Journal, 63, 1953, S. 638–650
- The retarded acceptance of marginal utility theory. The Quarterly Journal of Economics, 67, 1953, S. 564–575
- Kritik und Umgestaltung des Keynes'schen Systems. Schmollers Jahrbuch, 1955, S. 535–557
- The intellectual and political roots of the older Austrian school. Zeitschrift für Nationalökonomie, 17, 1957, S. 411–425
- Menger and his library. The Economic Review (Hitotsubashi University), 10, 1959, S. 58–64
- Freedom and economic theory—Second research report on Menger’s unpublished papers. Hitotsubashi Journal of Economics, 2, 1961, S. 67–82
- Aus Mengers nachgelassenen Papieren. Weltwirtschaftliches Archiv, 89, 1962, S. 1–28
- Review of R.S. Howey, the rise of the marginal utility school, 1870–1889. Weltwirtschaftliches Archiv, 88, 1962, S. 75–76
- A history of marginal utility theory. Princeton, N.J.: Princeton Univ. Pr., 1965
- The Intellectual Sources of Karl Marx. Kyklos, 21, 1968,  S. 269–288
- Austro-Marginalism vs. Austro-Marxism. In: History of Political Economy, 2, 1970, S. 398–418